# ضرغام‌السلطنه
ابراهیم خان ضرغام السلطنه (زاده ۱۲۷۲ قمری، ایذه– درگذشته ۱۳۳۷ قمری، فرادنبه) سیاستمدار ایرانی و از روسای مشروطه خواه ایل بختیاری بود، که در تصرف اصفهان توسط مشروطه خواهان، فرماندهی آنان را به عهده داشت و پس از فتح اصفهان، حاکم آنجا شد. وی فرزند رضاقلی خان ایل بیگی بود. او در شمار بزرگان سلسله صوفیه خاکساریه و در طریقت به «حب‌علی شاه» مشهور است.

## استبداد صغیر، فتح اصفهان
ضرغام السلطنه در سال۱۲۷۲ قمری در جوار امامزاده سلطان ابراهیم به دنیا آمد. او در اوایل سال ۱۳۲۷ قمری بعد از قیام مردم اصفهان علیه حکومت اقبال‌الدوله کاشی، حاکم مستبد محمدعلی شاه و تقاضای کمک آیت‌الله حاج آقانورالله نجفی اصفهانی و آقانجفی اصفهانی، از ایل بختیاری برای پیوستن به مجاهدین شهری، پس از مذاکره و تأمین جیره و مواجب سربازان بختیاری از سوی روحانیون اصفهان، ضرغام السلطنه با هفت هزار نفر به باغ ابریشم آمد و همراه با یکصد و ده تن از بختیاری‌ها و با شعار «علی ولی‌الله» حرکت کرده، وارد اصفهان شد.
پیوستن آن‌ها به مجاهدین اصفهانی، باعث فتح اصفهان شد و اقبال‌الدوله، حاکم اصفهان به کنسولگری روسیه پناهنده شد. ضرغام‌السلطنه اولین رئیس بختیاری بود که وارد اصفهان شد. بعد از فتح اصفهان، صمصام السلطنه با ۵۰۰ سوار وارد اصفهان شد.

## حرکت به سمت تهران
وی به هنگام حرکت اردوی بختیاری به تهران، در اصفهان ماند تا ضمن سروسامان دادن به اوضاع، نیروهایی تازه‌نفس برای پشتیبانی اردوی اعزامی به تهران جمع‌آوری و سازماندهی کند. اما وقتی خبر کشته شدن برادرش را شنید، با قوای خود با عجله وارد تهران شد. می‌گویند وقتی محمدعلی شاه شنید که ضرغام با گروهی از سواران بختیاری وارد تهران می‌شود، در همان روز در سفارت روسیه در زرگنده متحصن می‌شود.
نامه وی به روزنامه مجلس در خصوص هدف و انگیزه خود از فتح اصفهان و دلایل مخالفت خود با بعضی سران مشروطه (به ویژه علی‌قلی‌خان سردار اسعد) و پناه بردن به حرم شاه عبدالعظیم به شرح زیر است:
خدمت مدیر محترم جریده مجلس ـ دام بقائه خواهش درج لایحة ذیل را می‌نمایم
اگر چه با امتحاناتی که داده گمان دارم تمام برادران وطنی به خوبی از حالم آگاه باشند مع‌ذالک لازم دانستم در این وقت که پس از شانزده ماه تحمل زحمات و تقبل خطرات می‌خواهم به میل خویش مراجعت کنم عرض عقیده کرده سبب آمدن و علت رفتن خود را به سمع افراد ملت رسانیده باشم:
اوقاتی که قشون استبداد کار محاصره را بر اهالی غیور و مظلوم تبریز سخت کرده بودند و همه روزه عرصه را بر آنان تنگ‌تر می‌کردند، اتصالاً خیال می‌کردم که به هر وسیله باشد خود را به آنان برسانم و شاید ـ بعون الله ـ از چنگ دشمنان برهانم. عاقبت فکرم به اینجا رسید که بهتر این است قوای شاه را تجزیه کنم و در جمع مستبدین که آن وقت از تمام ایران فارغ بودند و فقط به اهالی تبریز کار داشتند، تفرقه اندازم. این بود که با عده قلیلی از سواران خودم به اصفهان رو آورده و به خواست خداوند با اینکه ما بالغ بر یکصد نفر نمی‌شدیم، بر سه هزار نفر قشون مستبدین غلبه جسته، اصفهان را قبضه نمودیم.
این بود که شاه مخلوع لابد شد تا قسمت بزرگی از قوه خود را به طرف ما فرستد و از کار تبریز سست شود. و حمدالله که از آن روز به بعد دوباره قالب مشروطیت را روحی تازه پیدا شد و من آنچه شد تا فتح طهران، خلع شاه و رفع موانع بزرگ و تشکیل دارالشورا و وزارت خانه‌ها و دایر شدن تمام ادارات رسمی دولتی، که منتهای آرزوی هر دوست مشروطه‌طلب بود (همراه بودم) ولکن چیزی که از این همه تبدیلات و تغییرات منظور بوده همانا بر احدی پوشیده نیست که جز این نبود که ما به‌ترتیب مشروطه و اسلوب دولتی شور و روی دین و دولت خویش را رونق دهیم و دست ظلمه را با زنجیر قانون ببندیم تا به زیردستان ستم نتوانند کرد و به قانون اخذ مالیات کنم و به قانون خرج. احدی خودسر کار نکنند و هیچ‌کس بدون لیاقت و شرط بر مسندی ننشیند و امیدوارم عن‌قریب به این نتایج نیز برسیم. ولیکن چون پاره‌ای مشهودات و بعضی مسموعات از دور و نزدیک، از سلوک حکام و رفتار اقویا بر خلاف معمول است، این بود که خواستم به محل ایل خود بازگردم. چون به حضرت عبدالعظیم رفتم جمعی از خیرخواهان وطن و وکلای دارالشورا و علمای اعلام مرا مانع شده و گفتند مطالب خود را بنویس و به مجلس شورا فرست تا جواب کافی دهند و به وعده اقدامات عاجلانه امیدوارت سازند.
مقاصد خود را که نگاشته شده پیشنهاد کردم و خودم به تنهایی به شهر برگشتم متأسفانه می‌بینم که بعد از ده روز هنوز جوابی داده نمی‌شود. لهذا مجدد برای رفتن تصمیم عزم نموده به تمام ملت عرض می‌کنم که من با خدای خود عهد کرده‌ام و در پیمان خویش ثابتم که تا آخرین قطره خون خود را در راه خلاص و آزادی این ملت و استقلال این مملکت و حفظ دین مبین بریزم حال هم برای وفای به این عهد و پیمان حاضر و منتظر فرمانم» (حاجی ابراهیم بختیاری، ضرغام‌السلطنه)

## مبارزه با سلطه گران
وی به خاطر نفرت از انگلیسی‌ها با علیقلی خان سردار اسعد اختلاف داشته است به همین دلیل سردار اسعد تلاش نمود تا ضرغام‌السلطنه را برای همیشه از محیط سیاست خارج و برکنار نماید و خود زمام امور را در دست گیرد. اختلاف بین سردار اسعد و ضرغام‌السلطنه و سایر مجاهدین و سرداران روز به روز بیشتر می‌شد تا عاقبت او از سیاست منزوی گردید.
با به توپ بسته شدن مجلس وی طی نامه‌ای به نام ملت ایران به محمدعلی شاه وی را تهدید به مرگ در برابر مجلس شورای ملی می‌کند.

ضرغام‌السلطنه که به جد پایبند به اصول مشروطیت بود تلاش زیادی کرد تا از انحراف مشروطیت جلوگیری نماید. در راستای این هدف روزی به پارک اتابک محل اقامت ستارخان می‌رود و با وی و تعدادی از مجاهدین دربارهٔ اوضاع پیش آمده گفتگو می‌کند و می‌گوید:
 «مقصود از مشروطیت این است که عدل و انصاف جای ظلم و اعتاب بگیرد و کلمه من به ما مبدل شود متأسفانه امروز قضیه بر عکس شده و سردار اسعد خود را رئیس مطلقه می‌داند… باید سردار و سالار و سایر اشخاص که در این راه رنج‌ها برده و زحمت‌ها کشیده‌اند دست به دست هم داده نگذارند که اصول استبداد و خود سری دوباره در مملکت رواج یابد.»

## تلاش برای حفظ مشروطیت
وی به همراه ستارخان، باقرخان و عبدالحسین سردار محیی (معز الدین) تشکیل انجمنی با نام هیئت اتحادیه احرار می‌دهند تا بتوانند برای استقرار اصول مشروطیت هماهنگ تلاش کنند.
متن پیمان به شرح ذیل است:
«امضاء کنندگان ذیل به کلام‌الله مجید ربانی و شرف و ناموس وطن قسم یاد کرده‌ایم که از امروز تاریخ ۱۹ شهر رجب المرجب ۱۳۲۸ متحداً و متفقاً در راه دین مبین اسلام و بقای مشروطیت مملکت ایران و دفع اشرار و قلع وقمع ریشه فساد تا وقتی که عمرداریم بکوشیم و از جان و مال واهل و عیال در راه این مقصود مقدس به هیچ وجه من الوجوه مضایقه و خودداری نکنیم و هرگاه خدای ناکرده از این چهار نفرامضاء کنندگان ذیل به دسایس شیطانی از جاده حقیقت و این مقصد عالی منصرف شده و از شرافت قومیت صرف نظر نمود بر سه نفر دیگر فرض و واجب است که به هر وسیله‌ای که باشد آن شخص را ذبح بنماید. خداوند تبارک و تعالی در این اتحاد خودمان حاضر و ناظر دانسته به شرایط فوق عمل خواهیم کرد.» فی تاریخ فوق است عبدالحسین سردار محیی، ابراهیم بختیاری، ستارخان، باقر خان

## درگذشت
ضرغام السلطنه در سال ۱۳۳۷ قمری درگذشت و در فرادنبه واقع در شهرستان بروجن دراستان چهارمحال و بختیاری به خاک سپرده شد.